# Danièle Linhart
Pour les articles homonymes, voir Linhart.
Danièle Linhart, née en 1947, est une sociologue française dont le sujet d'étude est l'évolution du travail et de l'emploi. Elle est directrice émérite de recherche au Centre national de la recherche scientifique (CNRS) et a été professeure à l'université Paris-Nanterre. 

## Parcours
Sœur de Robert Linhart, Danièle Linhart est issue d’une famille d'origine polonaise installée à Paris. Elle effectue des études d'histoire et de sociologie. Elle soutient en 1980 une thèse de 3e cycle en sociologie intitulée Le rapport au travail dans la France d'aujourd'hui, du travail salarié au travail associé à l'université de Nanterre, sous la direction d'André Nicolaï,.
En 1980, elle entre au CNRS. En 1982, elle est chargée de mission auprès du ministère de la recherche et de l'enseignement supérieur sur la thématique « Mieux comprendre la vie au travail ». Habilitée à diriger des recherches, elle a dirigé plus de quinze thèses. Elle est directrice émérite du laboratoire GTM (Genre travail mobilités) au CNRS.
Elle a été également membre du comité de rédaction de La Nouvelle Revue du Travail.

## Thèmes de recherche
Elle travaille sur la modernisation des entreprises et les stratégies managériales, l'évolution du travail, les nouvelles formes de mobilisation des salariés et la place du travail dans la société. Sur la précarité et l'emploi, elle développe notamment la notion de précarité subjective, le sentiment de malaise et d'incertitude dans son travail, du fait de l'individualisation amenée par les stratégies managériales récentes. Membre de l'Observatoire du stress et des mobilités forcées à France Télécom, Orange et en entreprise, elle dénonce les nouvelles méthodes de management, qui entraînent des souffrances pour les salariés.
Elle observe dans son livre Travailler sans les autres ? les conséquences sur les collectifs de travail des nouvelles méthodes managériales (toyotisme ou lean management). L'apparition de celles-ci dans les années 1970 se traduit par de profonds remaniements dans les organisations des entreprises. Bien que le travail soit objectivement « moins dur », il perd de son sens. La menace des plans de licenciements, le recours permanent à des intérimaires, la désagrégation des liens interpersonnels entre travailleurs rendent le travail plus difficile à endurer psychologiquement. Par ailleurs, les capitaux s'étant déplacés d'un patronat à portée de main à un actionnariat mondialisé, la révolte paraît inefficace, et est de moins en moins courante. En effet, la coopération et la solidarité entre salariés ont été remplacées par la compétition. Avec l'arrivée de ces nouvelles méthodes managériales et le mouvement politique de libéralisation de l'économie lancé sous la présidence de Valéry Giscard d'Estaing s'opère un chassé-croisé entre secteur public et secteur privé. Alors que le privé emprunte au secteur public l'implication subjective dans le travail par la création par exemple d'une « culture d'entreprise », les méthodes de gestion du privé s'implantent dans le service public, remettant en question l'implication subjective des fonctionnaires dans leur travail. Cette implication subjective, c'est-à-dire le fait de « donner un sens » à son travail, de l'exercer comme une mission, ne se fait pas par décret. Elle apparaît « naturellement » chez les fonctionnaires du fait de l'impression qu'ils ont d'effectuer une mission d'intérêt général, régie par des principes républicains, d'égalité de traitement notamment. Dans le privé au contraire, la « culture d'entreprise » est créée a priori, et entend s'imposer aux travailleurs, la relation est inversée et ne prend pas. On entend en effet imposer à des travailleurs des valeurs universalistes, alors que leur travail s'effectue dans un cadre privé, c'est-à-dire concurrentiel, et exclusivement orienté vers l'intérêt des détenteurs du capital.
Dans son dernier livre, La comédie humaine du travail, elle montre une évolution logique entre le taylorisme, puis le fordisme, jusqu'aux nouvelles méthodes de management qui nient le statut de professionnel du salarié, et lui enlèvent les possibilités d'avoir un regard critique sur son travail.

## Hommages et distinctions
En 2016, elle reçoit le prix de l'Écrit Social pour son ouvrage La comédie humaine du travail, de la déshumanisation taylorienne à la sur-humanisation managériale.

## Publications
- L'Appel de la sirène ou l'Accoutumance au travail, Paris, le Sycomore, 1981, 199 p.  (ISBN 978-2749268491).
- avec Anna Malan, Fin de siècle, début de vie : voyage au pays des 18-25 ans, Paris, Syros-Alternatives, 1990, 190 p.  (ISBN 978-2867384721).
- Le torticolis de l'autruche : l'éternelle modernisation des entreprises françaises, Paris, Le Seuil, 1991, 249 p.  (ISBN 978-2020130790) [lire un extrait sur Gallica].
- La Modernisation des entreprises, Paris, La Découverte, 1994, 124 p. (rééd. 2004, 2010)  (ISBN 978-2707142306).
- avec Barbara Rist et Estelle Durand, Perte d’emploi, perte de soi, Erès, 2002, 190 p. (rééd. 2012)  (ISBN 978-2749211312).
- avec Nelly Mauchamp, Le travail, Paris, Le Cavalier bleu, DL 2009, 127 p.  (ISBN 978-2846702430).
- Travailler sans les autres ?, Paris, Le Seuil, coll. Hors Normes, 2009, 212 p.  (ISBN 978-2020983792).
- La Comédie humaine du travail, de la déshumanisation taylorienne à la sur-humanisation managériale, Toulouse, Erès, 2015, 158 p.  (ISBN 9782749246321) [note de lecture].
- Le burn out : travailler à perdre la raison, dessins et couleurs : Zoé Thouron, Bruxelles, Éditions du Lombard, DL 2019, 71 p.  (ISBN 978-2803673032).
- L'insoutenable subordination des salariés, Érès, 2021, 288 p.  (ISBN 978-2749268491).